# 爱德华·道格拉斯·怀特
小爱德华·道格拉斯·怀特（Edward Douglass White, Jr.，1845年11月3日—1921年5月19日），生於美国路易斯安那州拉福什县，美国政治家和法学家，美国参议员。1910年12月19日至1921年5月19日任美国第九任首席大法官。他以制定反托拉斯法的理性规则标准而闻名。
怀特出生在路易斯安那州的拉福什教区，毕业于路易斯安那大学后在新奥尔良从事法律工作。他的父亲老爱德华·道格拉斯·怀特是路易斯安那州的第十任州长和辉格党议员。怀特在美国内战期间为南部邦联而战，并于1865年被捕。战后，怀特赢得了路易斯安那州参议院的选举，并在路易斯安那州最高法院任职。作为民主党的一员，怀特在1891年至1894年间代表路易斯安那州进入美国参议院。
1894年，格罗弗·克利夫兰总统任命怀特为美国最高法院的联席大法官。1910年，威廉·霍华德·塔夫脱总统将他提拔为首席大法官。怀特一直担任首席法官直至1921年去世，后来由塔夫脱继任。
他通常是法院的保守派。他支持最高法院对普莱西诉弗格森案的多数判决，该判决支持国家隔离制度的合法性，即在美国提供“独立但平等”的公共设施，尽管该法律保护第十四条修正案赋予了平等待遇。他在南方各州的《祖父条款》中提出了几个挑战，其中之一就是在本世纪初剥夺了非裔美国人的选举权，他推翻了许多南方州的祖父条款。他还在选择性法律草案的法律案件中写下了意见，其中支持征兵制的合宪性。

## 政治生涯
怀特在新奥尔良的路易斯安那大学（现杜兰大学法学院）完成了他对法律的研究。他后来被允许进入律师协会，并于1868年开始在新奥尔良执业。

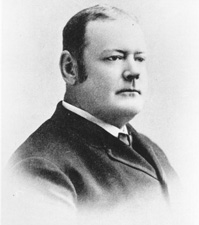
怀特任美国参议员时

1874年，怀特曾在路易斯安那州参议院短暂任职。1879年至1880年，他被任命为路易斯安那州最高法院的助理法官。
怀特后来因废除认为是腐败的温床的路易斯安娜彩票而在路易斯安那州声名鹊起。一桩挑战彩票的案件传到了该州最高法院，在1894年，最高法院命令该州停止赌博。
1891年，路易斯安那州立法机关任命怀特为美国参议院代表詹姆斯·B·尤斯蒂斯的继任者。
1894年3月12日，在威廉·B·霍恩布洛尔和惠勒·哈德·佩克汉姆的提名失败后，他被格罗弗·克利夫兰总统提名为美国最高法院的联席大法官。
1896年，六名大法官在普莱西诉弗格森案的多数意见中赞成种族隔离，怀特站在了六名大法官的一边。(一名法官弃权，因此只有八人投票。)

## 首席大法官
1910年，在梅尔维尔·富勒去世后，他被威廉·霍华德·塔夫脱总统提名为首席大法官。当时，他的任命备受争议：首先，怀特是民主党人，塔夫脱是共和党人。当时的媒体普遍预计塔夫脱将任命共和党的大法官查尔斯·埃文斯·休斯担任此职。其次，怀特是自1795年约翰·拉特利奇以来首位被任命为首席大法官的联席大法官。一些历史学家认为，塔夫脱总统任命了当时65岁的怀特，他的任期不会太长，塔夫脱本人也有可能被任命接替他的职位。在怀特1921年去世后，塔夫脱确实被任命为他的继任者。
怀特通常被认为是最高法院中较为保守的成员之一。他发明了“理性规则”这个词。但是，怀特在1916年支持亚当森法案的合宪性，该法案规定铁路员工每天最多工作8小时。
1921年，怀特在办公室去世，他的遗体被安葬在华盛顿的橡树山公墓。14年后，他的遗体被转移到了俄亥俄州辛辛那提的春林公墓。

## 纪念
为了纪念他，路易斯安那州立大学法律中心成立了一年一度的爱德华·道格拉斯·怀特讲座。
《首席大法官之父:爱德华·道格拉斯·怀特和保罗·拜尔的宪法》是由路易斯安那州立大学法律中心的教授根据怀特的生活改编的。
1995年，怀特被列入温菲尔德的路易斯安那政治博物馆和名人堂。
爱德华·道格拉斯·怀特天主教高中以他的名字命名。
第二次世界大战期间，自由轮爱德华·D·怀特号在佐治亚州布伦瑞克建造，并以他的名字命名。
| 司法职务                   | 司法职务                     | 司法职务                    |
| -------------------------- | ---------------------------- | --------------------------- |
| 前任者： 塞缪尔·布拉奇福德 | 美國最高法院大法官 1894–1910 | 繼任者： 威利斯·凡·德凡特   |
| 前任者： 梅尔维尔·富勒     | 美国首席大法官 1910–1921     | 繼任者： 威廉·霍华德·塔夫脱 |